# Shōen Uemura
 Ovo je glavno značenje pojma Shōen Uemura. Za druga značenja pogledajte Shu Uemura.
Shōen Uemura (jap. 上村 松園, うえむら しょうえん) Shimogyō-ku, Kyoto, 23. travnja 1875./23. dan 4. mjeseca 8. godine ere Meijija - 27. kolovoza 1949./27. dan 8. mjeseca 4. godine ere Shōwe), japanska slikarica, odlikovana japanskim Redom kulture (文化勲章, Bunka-kunshō). Jedna je od prvih nacionalnih i međunarodno poznatih japanskih slikarica.
Učila je slikanje kod Shōnena Suzukija, Kōnoa Baireija i Seihōa Takeuchija. Poslije je postala članicom Carske akademije umjetnosti (1941.), odnosno bila je Teishitsu gikei-in, članicom od carske kuće izabranih radova, uz posebnu promociju samo cara (Tennō). Brojna njena djela u stilu nihonge danas važe kao Važno kulturno dobro Japana (重要文化財, Jūyō Bunkazai). Mati je slikara  Shōkōa Uemure.

## Životopis
Odrasla je u obitelji gdje su bile same žene. Njen otac, trgovac čajem, umro je dva mjeseca prije njena rođenja. Odgajale su je mati i tetke. Obitelj je nastavila tradiciju trgovanja čajem. Kupci su bile fine i kulturne osobe koje su prakticirale japansku čajnu ceremoniju (茶道, さどう、ちゃどう). 
Još u djetinjstvu iskazala je strast za crtanjem, pri čemu se pokazala izvrsnom crtačicom ljudskih likova. Slike slikara Hokusaija Katsushike u drvotisku ukiyo-e postala su joj omiljena tema. Uemura je odlučila poći putem umjetnice, u čemu ju je mati poduprijela.

## Filatelija
Po motivima Shōen Uemure u Japanu su puštene u promet poštanske marke:
- 1965. godine Jo no mai, povodom komemoriranja Filatelijskog tjedna 1965.
- 1980. godine Mati i dijete, kao dio serije maraka o suvremenoj umjetnosti
- 2000. godine sama Shōen Uemura bila je tema poštanske marke, kao dio serije maraka na temu kulturnih vođa

## Vanjske poveznice
- Muzej Shōen Uemura, Muzej umjetnosti Adachija Zenkoa
- Uemura, Shoen
- Nacionalni muzej u Tokiju  Arhivirana inačica izvorne stranice od 18. kolovoza 2006. (Wayback Machine)
- Sveučilišni muzej, Tokijsko sveučilište umjetnosti
- Muzej umjetnosti Woodone  Arhivirana inačica izvorne stranice od 26. travnja 2015. (Wayback Machine)